# كلاوس براكلمان
كلاوس براكلمان (بالألمانية: Klaus Brakelmann)‏ مواليد 10 أكتوبر 1948 في لونن، ألمانيا
لاعب كرة القدم ألماني سابق لعب مع بوروسيا دورتموند، كلاعب خط الوسط
من 1967 إلى 1971 لعب في الدوري الألماني 49 مباراة.

## روابط خارجية
- كلاوس براكلمان على موقع قاعدة بيانات كرة القدم.إي يو (الإنجليزية)
- كلاوس براكلمان على موقع بيانات كرة القدم. دي إي (الألمانية)